# Manhattan Opera Company
La Manhattan Opera Company est une compagnie d'opéra de New York active de 1906 à 1910, fondée par Oscar Hammerstein I. 

## Histoire
La compagnie est fondée par Oscar Hammerstein I en 1906 à l'Opéra de Manhattan 34e Rue à New York avec pour but de jouer uniquement des opéras en anglais. Cependant, avant la fin de la construction de l'établissement, l'orientation est changée et il est décidé que la Compagnie présentera des grands opéras dans leur langue d'origine. William Guard (en) est engagé comme homme de presse de la Compagnie.
La Manhattan Opera Company ouvre sa première saison le 3 décembre 1906 avec une représentation de Norma de Vincenzo Bellini avec Cleofonte Campanini (en) comme directeur artistique,. 
De nombreuses stars de l'opéra vont jouer au sein de la Compagnie sur ses quatre années d'existence telles, entre autres, Nellie Melba, Lillian Nordica, Luisa Tetrazzini, Ernestine Schumann-Heink, Giovanni Zenatello, Lina Cavalieri, Mary Garden, John McCormack, Lalla Miranda, Alessandro Bonci, Charles Dalmorès, Giovanni Polese (en), Maurice Renard, Alice Zeppilli ou encore Nicola Zerola (en),. Diverses nouveautés y voient le jour comme Pelléas et Mélisande, Elektra et Louise.
La Manhattan Opera Company devient un concurrent notable du Metropolitan Opera, ce qui entraine la démission de Heinrich Conried (en) du poste de directeur général du Metropolitan. Néanmoins, après avoir donné 463 représentations de 49 opéras différents au cours de son existence, la Manhattan Opera Company s'effondre brutalement en 1910. La raison reste mystérieuse durant des années jusqu'à ce que soit découvert un accord conclu par Hammerstein avec les directeurs du Metropolitan, dirigé par Otto Hermann Kahn conduisant à sa dissolution. Aux termes de ce contrat daté du 26 avril 1910, négocié par son fils Arthur, Hammerstein reçut une somme forfaitaire de 1,2 million de dollars, en échange de laquelle il promit de ne pas monter d'opéra aux États-Unis pendant les dix années suivantes. Vraisemblablement Hammerstein accepta cet accord car les coûts croissants de gestion de l'entreprise allaient amener la Compagnie à la faillite.
Arhtur Hammerstein parvient malgré tout à transférer la Compagnie à la Philadelphia Opera House.